# Martha Jäger
Martha Jäger (geboren 19. Juni 1867 in Elberfeld; gestorben am 20. Dezember 1950 in Wuppertal) war eine deutsche Malerin und Grafikerin.

## Leben
Martha Jäger wurde als Tochter von Ottilie Jäger (geb. Spindler) und dem Elberfelder Bürgermeister Adolf Hermann Jäger geboren. Den Großteil ihres Lebens verbrachte sie in Wuppertal. Ein Porträt, das im Fotoatelier R. Schlegel in Elberfeld-Barmen aufgenommen wurde und sich heute im Besitz des Victoria & Albert Museums befindet, zeigt Martha Jäger im Alter von 22 Jahren. Sie verstarb 1950 unverheiratet in Wuppertal.

## Ausbildung
Zunächst studierte Jäger bei Emil Doepler und Emil Rudolf Weiß am Berliner Kunstgewerbemuseum, bevor sie sich der buchgewerblichen und freien Grafik widmete. Anschließend setzte sie ihr Studium an der Kunstakademie in Düsseldorf fort und lernte später in München unter anderem bei Leo Putz. Ihre künstlerische Ausbildung führte sie zudem nach Paris und London.

## Werk

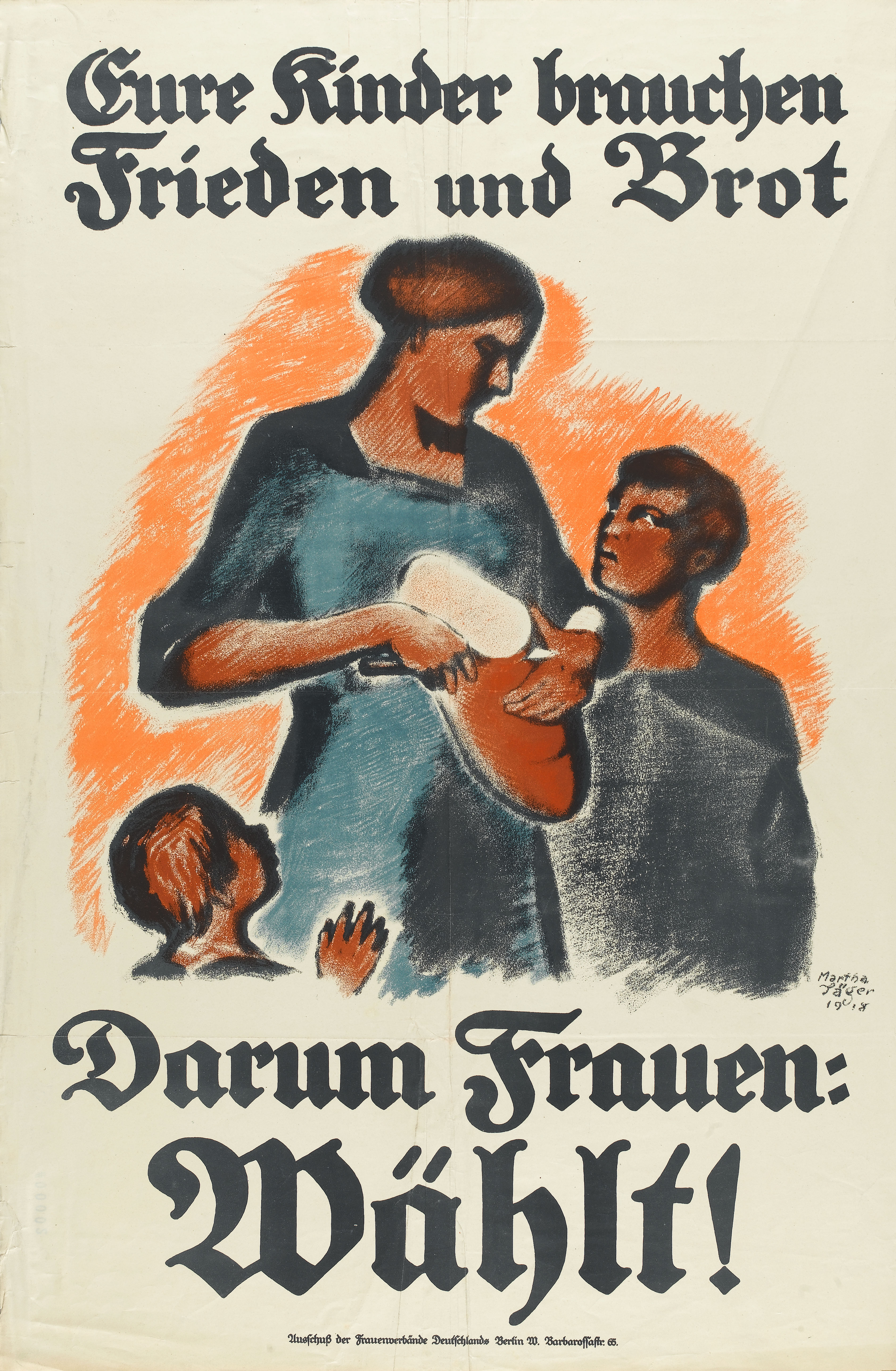
Martha Jäger Poster „Frauen wählt!“

Jäger beteiligte sich mit Lithografien und Holzschnitten an verschiedenen Ausstellungen, darunter der Ausstellung Bonner Künstler im Jahr 1908. Ab 1915 war sie in der Propaganda-Abteilung und im Buchverlag des August Scherl-Verlags tätig. In dieser Zeit entwarf sie 1917 und 1918 die Buchumschläge für Martin Leistikows Erzählung Zivilgefangener Nr. 759, Karl Müllers Kriegsabenteuer eines Funkers und Hans Joachim Buddecks El Schahin. 1923 illustrierte sie zudem Scherls Jungmädchenbuch. Darüber hinaus arbeitete sie für Zeitschriften wie Die Gartenlaube, Die Woche und andere illustrierte Familienblätter, für die sie auch Werbeplakate gestaltete.
1918 entwarf sie für den überparteilichen Ausschuss der Frauenverbände Deutschlands das Plakat Eure Kinder brauchen Frieden und Brot. Darum Frauen: Wählt! Im Stil einer flächig vereinfachten Pastellzeichnung stellte Jäger die Lebensmittelversorgung als dringende Aufgabe nach Kriegsende dar. Das Plakat richtete sich an die Frauen als Ernährerinnen der Familie und mobilisierte sie zur Teilnahme an der Wahl zur Nationalversammlung 1919, bei der Frauen erstmals wählen durften.
Später widmete sich Martha Jäger der künstlerischen Grafik, wobei sie insbesondere Motive ihrer Heimat, des Bergischen Landes, in den Fokus stellte. Im Buch Sonnenleuchten – Eine Künstlergabe an das Bergische Land (herausgegeben von Theodor Adolf Wilhelm Schröder) sind vier Autotypien nach Radierungen, sowie fünf Strichätzungen, nach Federzeichnungen von Jäger, enthalten. Sie zeigen Stadtansichten und Landschaften.
Am 28. September 1946 wurde in Martha Jägers Atelier die Künstlergruppe Ring Bergischer Künstler gegründet.

Radierung von Martha Jäger